# てのひらえほん
てのひらえほんとは、両手を本に見立て、想像力を働かせて物語を作り上げていく親子遊び。親が語る物語を、子供に空想させる手法をとっている。

## 概要
てのひらえほんは、幼児教育評論家・おもちゃデザイナーである寺内定夫が、全国の育児講座などで実演している、手のひらだけで行う語り聞かせで、子供に空想を楽しませるものである。